# Józef Naronowicz-Naroński
Jan Józef Gozdawa Naronowicz-Naroński (* 1610 wohl in Kėdainiai; † 1678 in Königsberg, Ostpreußen) war ein polnischer Baumeister, Mathematiker und Ingenieur, Geodät und Kartograf in preußischen Diensten.

## Leben
Naronowicz-Naroński besuchte das calvinistische Gymnasium zu Kėdainiai und studierte wahrscheinlich auch in Holland. Seit dem Jahr 1644 stand er in Diensten des Fürsten Janusz Radziwiłł (1612–1655) und entwarf bis 1655 Pläne für dessen Städte in Weißrussland und Litauen. Im Jahr 1650 schrieb er sein Werk The art of mathematical sciences, bezogen auf Optik, Geometrie und militärischen Befestigungsbau. Er wurde ein bedeutender Baumeister von Festungsanlagen.
Nach Janusz Radziwills Tod musste Naronowicz-Naroński als Antitrinitarier mit dessen Vetter Bogusław Radziwiłł (1620–1669) in das Herzogtum Preußen emigrieren, wo Bogusław Radziwiłł ab 1657 Statthalter von Preußen im Dienst des Großen Kurfürsten Friedrich Wilhelm von Brandenburg war. Auch Naronowicz-Naroński stellte sich in den Dienst des Großen Kurfürsten und wurde dessen Landvermesser.
In des Kurfürsten Auftrag erstellte er u. a. für die masurische Seenplatte einen Kanalplan, der erst von 1765 bis 1849 in mehreren Bauabschnitten realisiert wurde. Auch Schloss Prassen (Landkreis Rastenburg, Ostpreußen) (Bauzeit 1610–1620) wurde von ihm im Zeitraum 1667/1668 umgebaut.

## Werke (Auswahl)
- The art of mathematical sciences, 1650
- Architectura militaris, 1659
- Budownictwo Wojenne, 1659
- Kartografia, 2002, Reprint von 1659
- Districtus Rheinensis ... Anno 1663 (reproduzierte Karte), in: Mitteilungen der Literarischen Gesellschaft Masovia, Zeszyt XXXI, Giżycko 1928